# Ticinusi csata
A ticinusi csata a második pun háború Itália területén lezajlott első csatája volt, i. e. 218 novemberében. Miután Hannibal karthágói hadvezér csapatai nagy nehézségeket leküzdve átkeltek az Alpokon, egy mintegy 6000 fős lovasseregét a Római Köztársaság Publius Cornelius Scipio csapatai próbálták meg feltartóztatni, sikertelenül.
A felek csak kis veszteségeket okoztak egymásnak, az ütközet azonban megmutatta az Itáliába átkelt karthágói haderő erejét és alapvetően járult hozzá, hogy az észak-itáliai gallok fellázadtak a római uralom ellen. A csatát az észak-itáliai Ticinus (a mai Ticino) folyó mellett vívták.

## Szakirodalom
- Kertész István: Ókori hősök - ókori csaták. Budapest, 1985. Nemzeti Tankönyvkiadó.ISBN 9631803732